# Lodrino
Lodrino là một đô thị thuộc tỉnh Brescia dans la Lombardia ở Ý. Đô thị này có diện tích 16 km², dân số 1704 người.
Đô thị này có các làng sau: Anto, Biogno, Bolges, Ceresa, Dae, Dae Bassa, Feifo, Fienilnuovo, Fravango, Gesso, Invico, Lembrio, Mandro, Molino, Nasego, Poffe, Prade, Preole, Resolvino, Rovesto, Ruc, Velo, Ventighe.
Đô thị này giáp với các đô thị sau: Casto, Marcheno, Marmentino, Pertica Alta, Tavernole sul Mella.